# Siphocampylus rusbyanus
Siphocampylus rusbyanus är en klockväxtart som beskrevs av Nathaniel Lord Britton. Siphocampylus rusbyanus ingår i släktet Siphocampylus och familjen klockväxter. Inga underarter finns listade i Catalogue of Life.